# Kurt Krebs
Kurt Krebs (* 15. Januar 1945 in Wismar; † 7. März 2017) war ein deutscher Politiker und ehemaliger Landtagsabgeordneter (CDU).

## Leben und Beruf
Nach dem Besuch der Volksschule absolvierte er eine Ausbildung zum Kraftomnibusfahrer. 1972 wurde er bei den Wuppertaler Stadtwerken eingestellt.
Der CDU gehört Krebs seit 1974 an. Er war in zahlreichen Parteigremien tätig, so unter anderem stellvertretender Vorsitzender des CDA-Kreisverbandes Wuppertal. Er war ehrenamtlicher Richter am Verwaltungsgericht Düsseldorf und Schöffe am Landgericht Wuppertal. Ferner gehörte er dem Betriebs- und Aufsichtsrat der Wuppertaler Stadtwerke an.

## Abgeordneter
Vom 30. Mai 1985 bis zum 30. Mai 1990 war Krebs Mitglied des Landtags des Landes Nordrhein-Westfalen. Er wurde über die Landesliste seiner Partei gewählt.